# Boris Festini
Boris Festini (Sveti Ivan Zelina, 28. rujna 1930. – Zagreb, 8. veljače 2013.) bio je hrvatski kazališni, televizijski i filmski glumac.

## Filmografija

### Televizijske uloge
- "Maratonci" (1968.)
- "Sumorna jesen" (1969.)
- "Kuda idu divlje svinje" kao Verigin šofer (1971.)
- "Prosjaci i sinovi" (1972.)
- "Nikola Tesla" kao glasnogovornik Westinghousovog muzeja (1977.)
- "Mačak pod šljemom" kao domobran u kupeu vagona (1978.)
- "Anno domini 1573" kao Guska (1979.)
- "Nepokoreni grad" kao popravljač radiostanice (1982.)
- "Smogovci" kao Djed Jozo (1982. - 1996.)
- "Zagrljaj" (1988.)
- "Ptice nebeske" kao bogalj #1 (1989.)
- "Đuka Begović" kao slijepac (1991.)
- "Komedijice" kao Silvestar Petrić (1997.)
- "Villa Maria" kao gospodin Butorac (2004. – 2005.)
- "Dobre namjere" kao gospodin Krešić (2008.)

### Filmske uloge
- "Koncert" kao uzvanik na svadbi (1954.)
- "Lakat kao takav" (1959.)
- "Ulica bez izlaza" (1960.)
- "Priča o djevojčici i sapunu" (1962.)
- "Pravda" (1978.)
- "Rondo" (1966.)
- "Sjenke" (1968.)
- "Prijetnja" (1968.)
- "Zur u Magdelandu" (1968.)
- "Gravitacija ili fantastična mladost činovnika Borisa Horvata" kao službenik u banci #1 (1968.)
- "Dobro jutro, gospodine Karlek" (1970.)
- "Hranjenik" kao logoraš (1970.)
- "Kipić" (1972.)
- "Pravednik" (1974.)
- "Seljačka buna 1573" kao Guska (1975.)
- "Ljudi s repom" (1976.)
- "Nina-nana za Pavlicu" (1976.)
- "Izbavitelj" kao apotekar (1976.)
- "Ispit zrelosti" kao nastavnik (1978.)
- "Živi bili pa vidjeli" kao stanodavac (1979.)
- "Luda kuća" kao kino operater (1980.)
- "Turopoljski top" kao Plemeniti (1981.)
- "Uzbuna" (1983.)
- "Pet mrtvih adresa" (1984.)
- "Ljubavna pisma s predumišljajem" kao Lojz (1985.)
- "Bunda" (1987.)
- "Trideset konja" (1988.)
- "Čovjek koji je volio sprovode" kao gospodin sa štapom (1989.)
- "Orao" kao violinist (1990.)
- "Narodni mučenik" (1993.)
- "Rastanak" (1993.)
- "Kositreno srce" (1994.)
- "Mrtva točka" kao trgovac (1995.)
- "Vidimo se" (1995.)
- "Sedma kronika" kao samotnjak (1996.)
- "Kuća duhova" kao sluga (1998.)
- "Transatlantik" (1999.)
- "Srce nije u modi" kao kirurg (2000.)
- "Mišolovka Walta Disneyja" kao brijač s neobičnom frizurom (2003.)
- "Gospođa za prije" kao stariji franjevac (2007.)

## Vanjske poveznice
- Boris Festini na IMDb.com